# Jaroslaw Scherebuch
Jaroslaw Scherebuch (Ярослав Жеребух; * 14. Juli 1993 in Lwiw, Ukraine) ist ein ukrainischer Schachgroßmeister, der seit Mai 2015 für den US-amerikanischen Schachverband spielberechtigt ist.

## Leben
2006 war Scherebuch Mitglied der ukrainischen Jugend-Nationalmannschaft, die die U-16 Schacholympiade in der Türkei gewann. Seinen bisher größten Erfolg feierte er im Februar 2010 beim Cappelle-la-Grande Open in Frankreich, bei dem er vor 82 Großmeistern und 61 Internationalen Meistern mit 7,5 Punkten aus neun Partien siegte.
Beim Schach-Weltpokal 2011 erreichte Scherebuch durch Siege gegen Pawel Eljanow, Rubén Felgaer und Şəhriyar Məmmədyarov das Achtelfinale, in dem er an David Navara scheiterte.
In der deutschen Schachbundesliga spielte er von 2011 bis 2013 für den Hamburger SK, in der französischen Top 12 in der Saison 2012/13 für Évry Grand Roque. In der ukrainischen Mannschaftsmeisterschaft spielte er bis 2008 für die Mannschaft der Nationalen Iwan-Franko-Universität Lwiw, 2009 für die Mannschaft der Region Lwiw und 2011 für den Meister A DAN DZO & PGMB Chernihiv, mit dem er auch zweimal am European Club Cup teilnahm. In der tschechischen Extraliga spielte er in der Saison 2012/13 für den ŠK Mahrla Prag, in der United States Chess League spielt er 2015 für die San Diego Surfers.